# 塔希提島紅嘴秧雞
塔希提島紅嘴秧雞（Gallirallus pacificus），又名塔希提秧雞，是一種已滅絕的秧雞。牠們曾於大溪地出沒，於1773年詹姆斯·庫克（James Cook）的第二次旅程中就捕獲了一隻，並由約翰·雷茵霍爾德·福斯特（Johann Reinhold Forster）來描述及由福爾斯特（Georg Forster）描繪。不過這個標本的去向不明。塔希提島紅嘴秧雞不能飛行，有可能是由黃領秧雞衍生而來。
由於科學分類的誤會，於20世紀中至末，很多會以Rallus ecaudatus 作為塔希提島紅嘴秧雞的學名。不過這個學名卻是指黃領秧雞的一個現存亞種，其正式學名為Gallirallus philippensis ecaudatus。另外，亦有以薩摩亞水雞的學名來指塔希提島紅嘴秧雞。

## 滅絕
對於塔希提島紅嘴秧雞的外表所知甚少。由於大部份已滅絕的太平洋秧雞在發現時都是存活的，估計入侵的掠食者最有可能是其滅絕的原兇。牠們可能是在詹姆斯·庫克抵達不久後消失的，但於1844年仍有指見到牠們。
另外約於1920年代，有指在美黑蒂亞島上發現了一種秧雞。但由於美黑蒂亞島與大溪地相距達100公里，而且塔希提島紅嘴秧雞不懂飛行，所以那種秧雞有可能是另一個物種。不過另有解釋指可能塔希提島紅嘴秧雞由大溪地被木匠帶到美黑蒂亞島上。